# Philip van Kouwenbergh

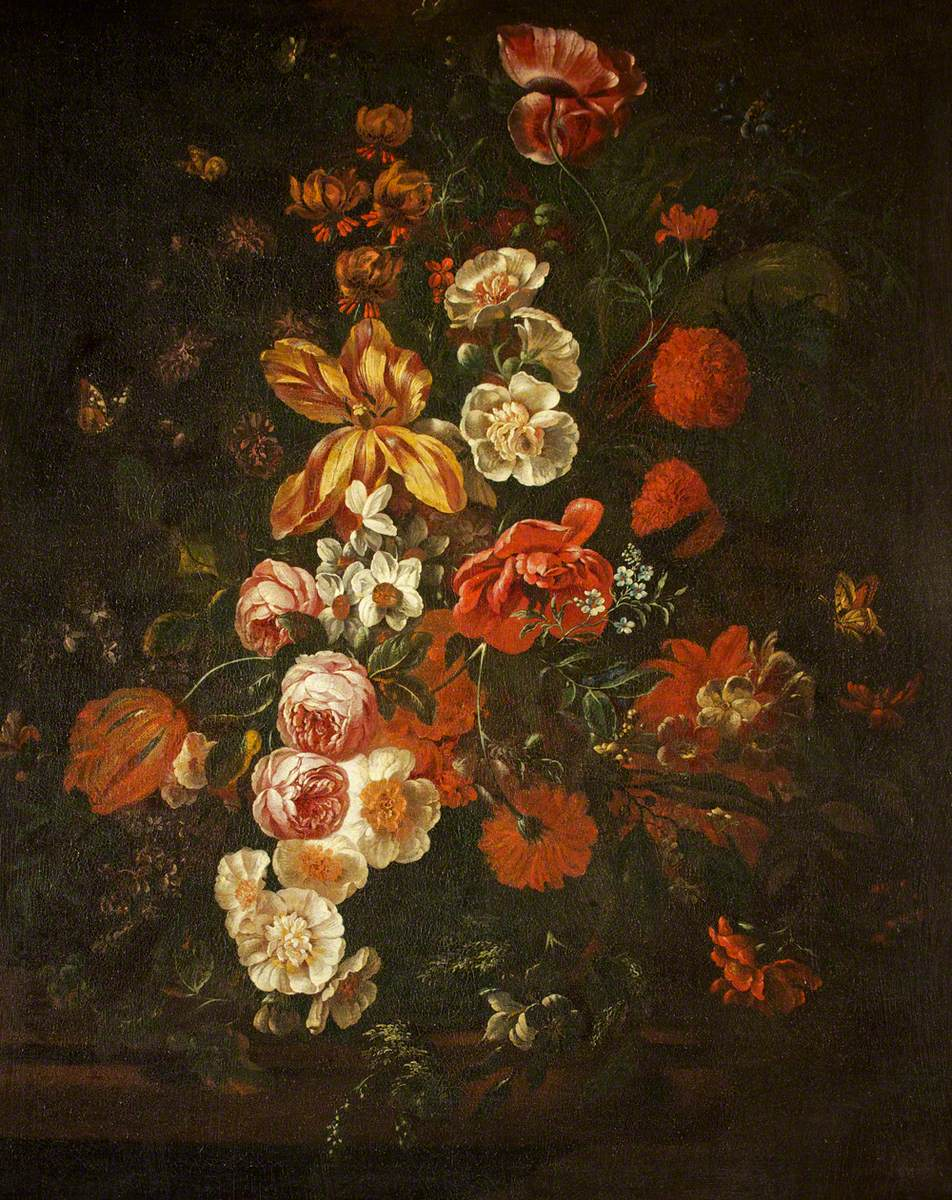
Blumenstillleben mit Tulpen und Rosen

Philip van Kouwenbergh (* 1671 in Amsterdam; † 1729 in Amsterdam) war ein niederländischer Stilllebenmaler, der heute vor allem für seine Blumenstillleben bekannt ist. Er gilt als Schüler von Elias van den Broeck (1652–1708).

## Werdegang
Die Taufbücher der Nieuwe Kerk verzeichnen die Taufe von Flip van Kouwenbergh für den 25. Februar 1671 und geben als Eltern den Bildhauer Frans Flipse van Kouwenbergh und Annetje Hendriks Spoor an.
Bei wem Philip van Kouwenbergh in die Lehre gegangen ist, ist heute nicht mehr bekannt. Fred G. Meijer hat allerdings Elias van den Broeck plausibel gemacht, der nach einem Aufenthalt in Antwerpen 1685 nach Amsterdam zurückkehrte und der die Werke van Kouwenberghs unverkennbar beeinflusste.
Philip van Kouwenbergh verlobt sich mit 24 Jahren am 11. September 1694 mit der 26 Jahre alten und an der Elandsgracht wohnenden Cornelia van der Mars; er wird zu diesem Zeitpunkt bereits als Maler bezeichnet. Die Hochzeit erfolgt dann in der Nieuwe Kerk am 26. September 1694. Am 6. März 1695 wird der gemeinsame Sohn, Willem, ebendort getauft. Das Paar kann später zwei weitere Söhne taufen und zwar Franciscus am 28. September 1697 und Johannes am 21. Oktober 1699. Frans heiratet am 10. April 1716, Willem am 17. Mai 1716, und Johannes heiratet am 1. Mai 1728; sein Vater trat hier jeweils als Zeuge auf.
Philip van Kouwenbergh und seinem Sohn, dem Maler Willem van Kouwenbergh, von dem wohl kein einziges Werk erhalten ist, wurde am 31. Januar 1721 das Bürgerrecht der Stadt Amsterdam verliehen. Lange Zeit war das die einzige Information, die zu beiden Künstlern bekannt und in Künstlerlexika verzeichnet war.
Seine Frau wird am 6. August 1719 auf dem Leijdsche Kerkhof beigesetzt. Philip van Kouwenbergh selbst stirbt 1729 und wird am 11. März 1729 auf dem Noorderkerkhof begraben.

## Werke
Die nachfolgende Werkübersicht orientiert sich am Aufsatz von Fred G. Meijer zu Philip van Kouwenbergh aus dem Jahr 1988:
| Werknummer | Reproduktion | Titel                            | Jahr | Material         | Abmessungen      | Verbleib |
| ---------- | --- | -------------------------------- | ---- | ---------------- | ---------------- | -------- |
| 1          | Bild gesucht Die Wikipedia wünscht sich an dieser Stelle ein Bild. Falls du dabei helfen möchtest, erklärt die Anleitung , wie das geht. | Blumenstillleben                 |      | Öl auf Leinwand  | 52,0 × 61,0 cm   |          |
| 2          | Bild gesucht Die Wikipedia wünscht sich an dieser Stelle ein Bild. Falls du dabei helfen möchtest, erklärt die Anleitung , wie das geht. | Blumenstillleben                 |      | Öl auf Leinwand  | 52,0 × 61,0 cm   |          |
| 3          | Bild gesucht Die Wikipedia wünscht sich an dieser Stelle ein Bild. Falls du dabei helfen möchtest, erklärt die Anleitung , wie das geht. | Blumenstillleben                 |      | Öl auf Leinwand  | 52,0 × 61,0 cm   |          |
| 4          | Bild gesucht Die Wikipedia wünscht sich an dieser Stelle ein Bild. Falls du dabei helfen möchtest, erklärt die Anleitung , wie das geht. | Blumenstillleben                 |      | Öl auf Leinwand  | 52,0 × 61,0 cm   |          |
| 5          | Blumenstillleben | Blumenstillleben                 |      | Öl auf Leinwand  | 45,0 × 39,0 cm   |          |
| 6          | Blumenstillleben | Blumenstillleben                 |      | Öl auf Leinwand  | 45,0 × 39,0 cm   |          |
| 9          | Bild gesucht Die Wikipedia wünscht sich an dieser Stelle ein Bild. Falls du dabei helfen möchtest, erklärt die Anleitung , wie das geht. | Blumenstillleben (zugeschrieben) |      | Öl auf Leinwand  | 40,0 × 32,0 cm   |          |
| 10         | Bild gesucht Die Wikipedia wünscht sich an dieser Stelle ein Bild. Falls du dabei helfen möchtest, erklärt die Anleitung , wie das geht. | Blumenstillleben (zugeschrieben) |      | Öl auf Leinwand  | 40,0 × 32,0 cm   |          |
| 11         | Bild gesucht Die Wikipedia wünscht sich an dieser Stelle ein Bild. Falls du dabei helfen möchtest, erklärt die Anleitung , wie das geht. | Blumenstillleben (zugeschrieben) |      | Öl auf Leinwand  | 74,0 × 60,0 cm   |          |
| 12         | Bild gesucht Die Wikipedia wünscht sich an dieser Stelle ein Bild. Falls du dabei helfen möchtest, erklärt die Anleitung , wie das geht. | Blumenstillleben (zugeschrieben) |      | Öl auf Leinwand  | 52,0 × 44,0 cm   |          |
| 13         | Bild gesucht Die Wikipedia wünscht sich an dieser Stelle ein Bild. Falls du dabei helfen möchtest, erklärt die Anleitung , wie das geht. | Blumenstillleben (zugeschrieben) |      | Öl auf Leinwand  | 70,0 × 56,0 cm   |          |
| 14         | Bild gesucht Die Wikipedia wünscht sich an dieser Stelle ein Bild. Falls du dabei helfen möchtest, erklärt die Anleitung , wie das geht. | Blumenstillleben (zugeschrieben) |      | Öl auf Leinwand  | 89,0 × 63,5 cm   |          |
| 15         | Bild gesucht Die Wikipedia wünscht sich an dieser Stelle ein Bild. Falls du dabei helfen möchtest, erklärt die Anleitung , wie das geht. | Waldstillleben (zugeschrieben)   |      | Öl auf Leinwand  | 44,0 × 33,0 cm   |          |
| 16         | Bild gesucht Die Wikipedia wünscht sich an dieser Stelle ein Bild. Falls du dabei helfen möchtest, erklärt die Anleitung , wie das geht. | Waldstillleben (zugeschrieben)   |      | Öl auf Holztafel | 29,8 × 24,4 cm   |          |
| 17         | Bild gesucht Die Wikipedia wünscht sich an dieser Stelle ein Bild. Falls du dabei helfen möchtest, erklärt die Anleitung , wie das geht. | Stillleben (zugeschrieben)       |      | Öl auf Leinwand  | 49,4 × 40,6 cm   |          |
| 18         | Bild gesucht Die Wikipedia wünscht sich an dieser Stelle ein Bild. Falls du dabei helfen möchtest, erklärt die Anleitung , wie das geht. | Waldstillleben (zugeschrieben)   |      | Öl auf Leinwand  | 49,4 × 40,6 cm   |          |
| 19         | Blumenstillleben | Blumenstillleben                 |      | Öl auf Leinwand  | 131,0 × 109,0 cm |          |
| 20         | Blumenstillleben | Blumenstillleben                 |      | Öl auf Leinwand  | 131,0 × 109,0 cm |          |
|            | Blumenstillleben | Blumenstillleben                 |      | Öl auf Leinwand  | 67,0 × 51,0 cm   |          |

## Bewertung
Die Arbeiten von Philip van Kouwenbergh werden von den Arbeiten von Jan van Huysum (1682–1749) und Rachel Ruysch (1664–1750) abgegrenzt.

## Trivia
Philip van Kouwenbergh ist nicht mit dem Maler Christiaen Gillisz. van Couwenbergh (1604–1667) zu verwechseln.